# 84-es főút (Magyarország)
A 84-es számú főút a Nyugat-Dunántúl egyik legfontosabb közúti közlekedési útvonala. A Balaton térségében, Balatonederics területén indul, a 71-es főút csomópontjától, északnyugati irányban és Sopronnál ér véget, elérve az osztrák határt.

## Fekvése
Északnyugat-Magyarországon, a Dunántúl északi felén halad.

## Története

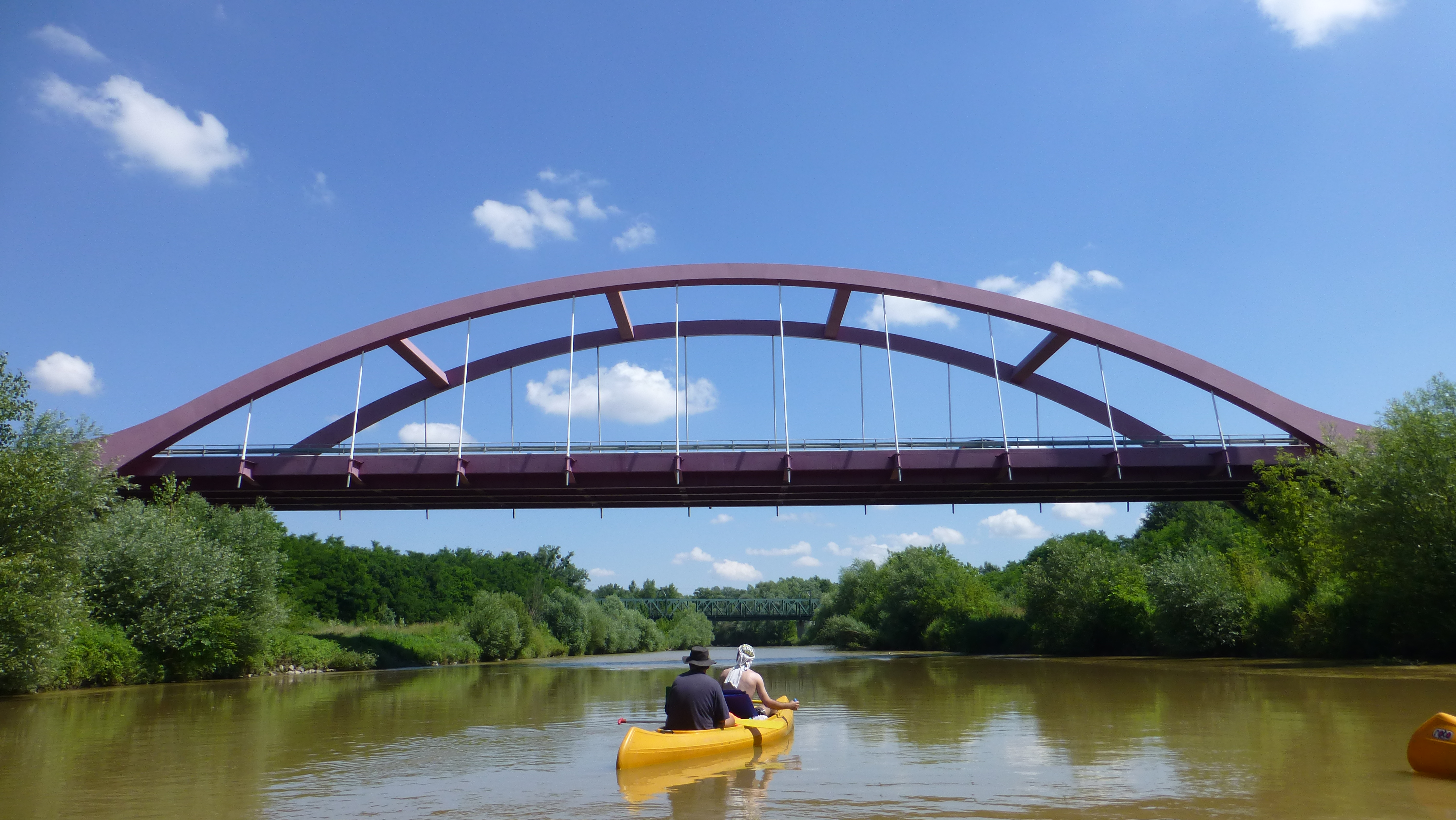
Sárvár, Nádasdy Ferenc híd a Rába felett

A feudalizmus alatt kialakult településrendszerben Sopron és Bécs felé való eljutást szolgáló út volt, melynek Sopron vármegyéhez tartozó szakasza állami, a Vas vármegyéhez tartozó szakasza megyei út volt. Jánosházától délre a ma ismert főút nyomvonala nem létezett, mert a korabeli Veszprém vármegyei úthálózat Sümeg - Veszprém tengelyre szerveződött.
Sárváron 1908-ban új vasbeton híd létesült a mai Rába jobb partján, mint ártéri híd. Ez időben a Rába folyó felett egy acéltartós ívhíd épült, amelyet "Új Rába híd"-ként jelölnek korábbi képeslapokon. A hídhoz tartozó folyami átkelő a II. világháborúban elpusztult. Helyén 1948-ban avatták fel a ma látható 65,20 méter hosszú utófeszített ívhidat. 
Az 1948-as hídépítéshez kapcsolódó útkorrekciók és útszélesítések következtében az 1908-as híd és a Sárvár-Hegyközség előtti boltozatos híd elveszítette szerepét. Helyettük új nyomvonalon épült meg a mai 84-es főút ártéri átvezetése. A nyomvonal egészen 2004-ig főútként szolgált. Az új, a várost keletebbről elkerülő és mai használatos 2x1 sávos főút átadásával ez a szakasz négyszámjegyű mellékúttá került visszaminősítésre. Ma már csak mellékút, két oldalán festéssel kijelölt kerékpársávval. 
A magyar főúthálózat kijelölésével és a Balaton idegenforgalmának fejlődésével együtt jött létre az útvonal is és nyerte el ma ismert vonalvezetését. 
Vas megyei szakaszán már az 1960-as évektől megindult a főút településeket elkerülő, ívek átvágásával való fejlesztése. 1962-ben megépült a sárvári Deák Ferenc utcai - Székesfehérvár–Szombathely-vasútvonal felett átívelő - 37,40 méter hosszú felüljáró. A Jánosházát elkerülő szakasza az 1967 körüli években épült ki; útszámozása akkor még 752-es volt.
Sárvár város területén a nyári főszezonban állandósult forgalmi dugók orvoslására először a városon belül jelöltek ki új nyomvonalat. A forgalom növekedése miatt 2002-2004 között szükségessé vált a várost keletről elkerülő új út megépítése is, mely magába foglalta a Rába-hidat és ártéri műtárgyakat. Az elkerülő építése során elkészült a Székesfehérvár–Szombathely-vasútvonal felett egy 93 méter hosszú felüljáró is. 
A Sopron városát elkerülő szakasz 1993 áprilisa és 1995. július 8. között épült meg.
2014 májusában megújult a 71-es főút és 84-es főút csomópontja és 2 km-en a 84-es főút Balatonedericsnél.
2015-ben az M86-os autóút 84-es főút Hegyfalu csomópontjának kiépítésével egyetemben elkészül a Hegyeshalom–Szombathely-vasútvonal feletti közúti felüljáró is.

## Települések az út mentén
- Balatonederics
- Uzsa
- Sümeg
- Ukk
- Jánosháza
- Sárvár
- Rábapaty
- Zsédeny
- Hegyfalu
- Tompaládony
- Sajtoskál
- Simaság
- Újkér
- Lövő
- Sopronkövesd
- Nagycenk
- Kópháza
- Sopron

## Galéria

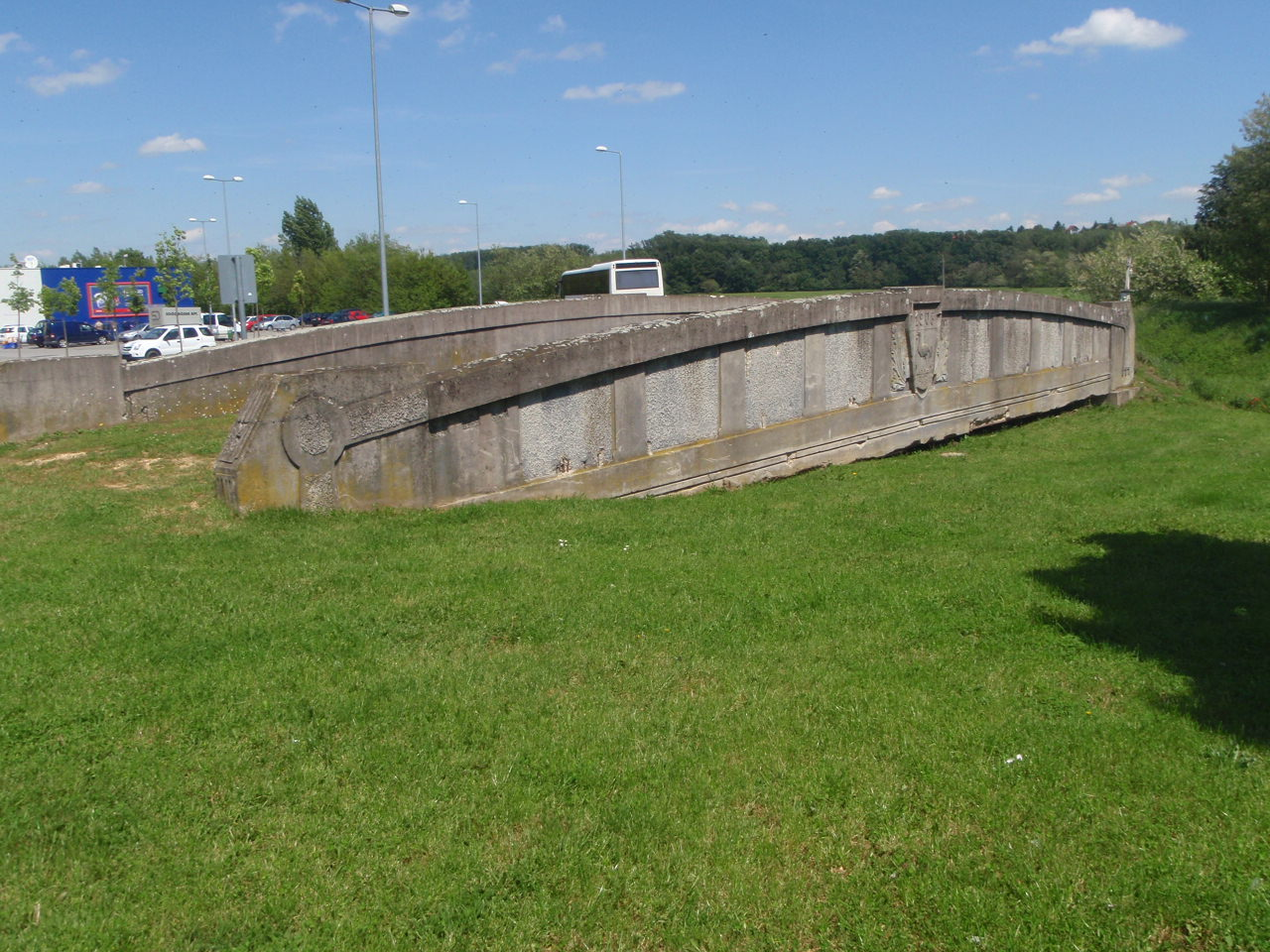
Sárvár egykori ártéri híd 1908-ból
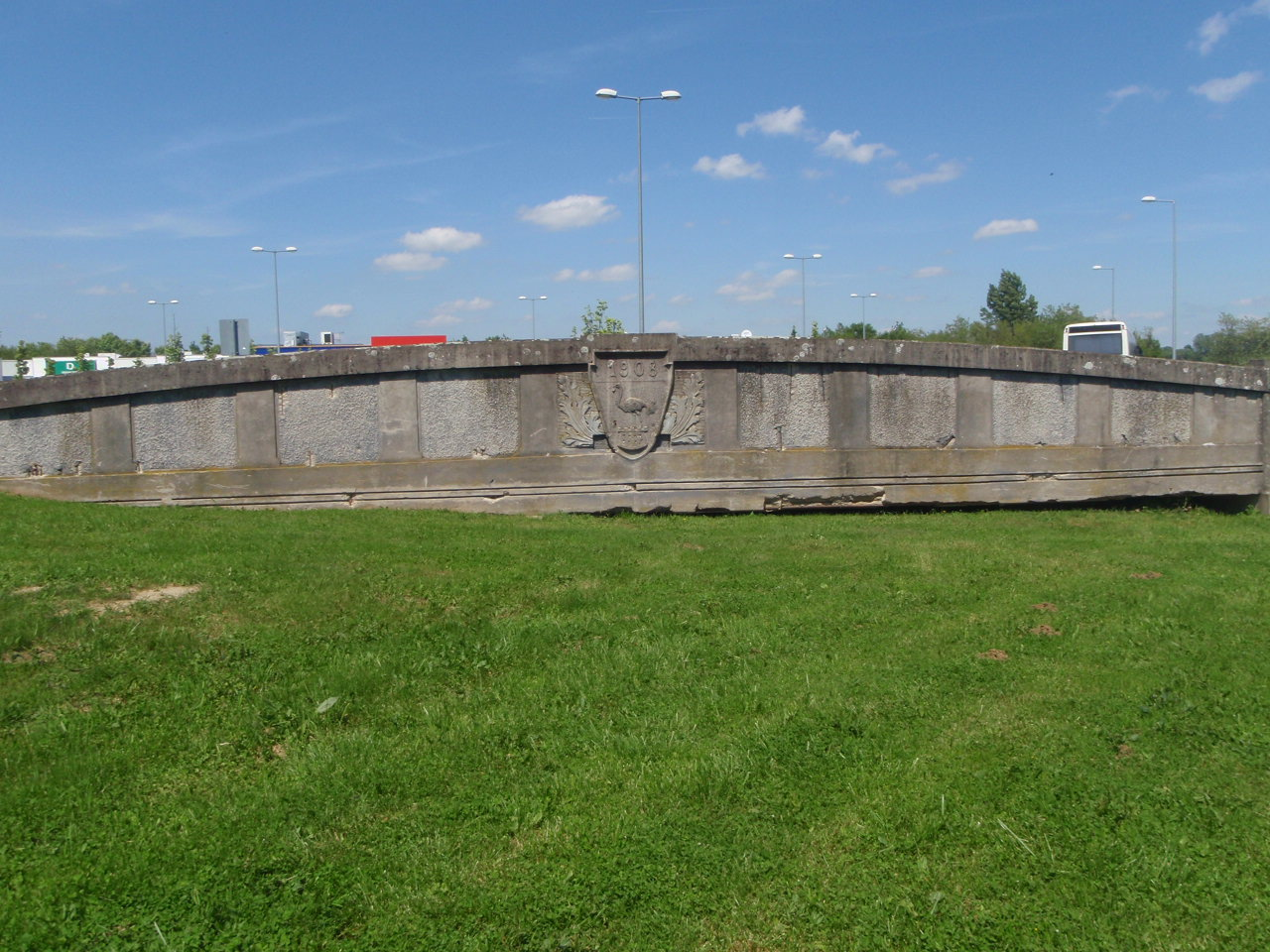
Sárvár, egykori ártéri híd profilból
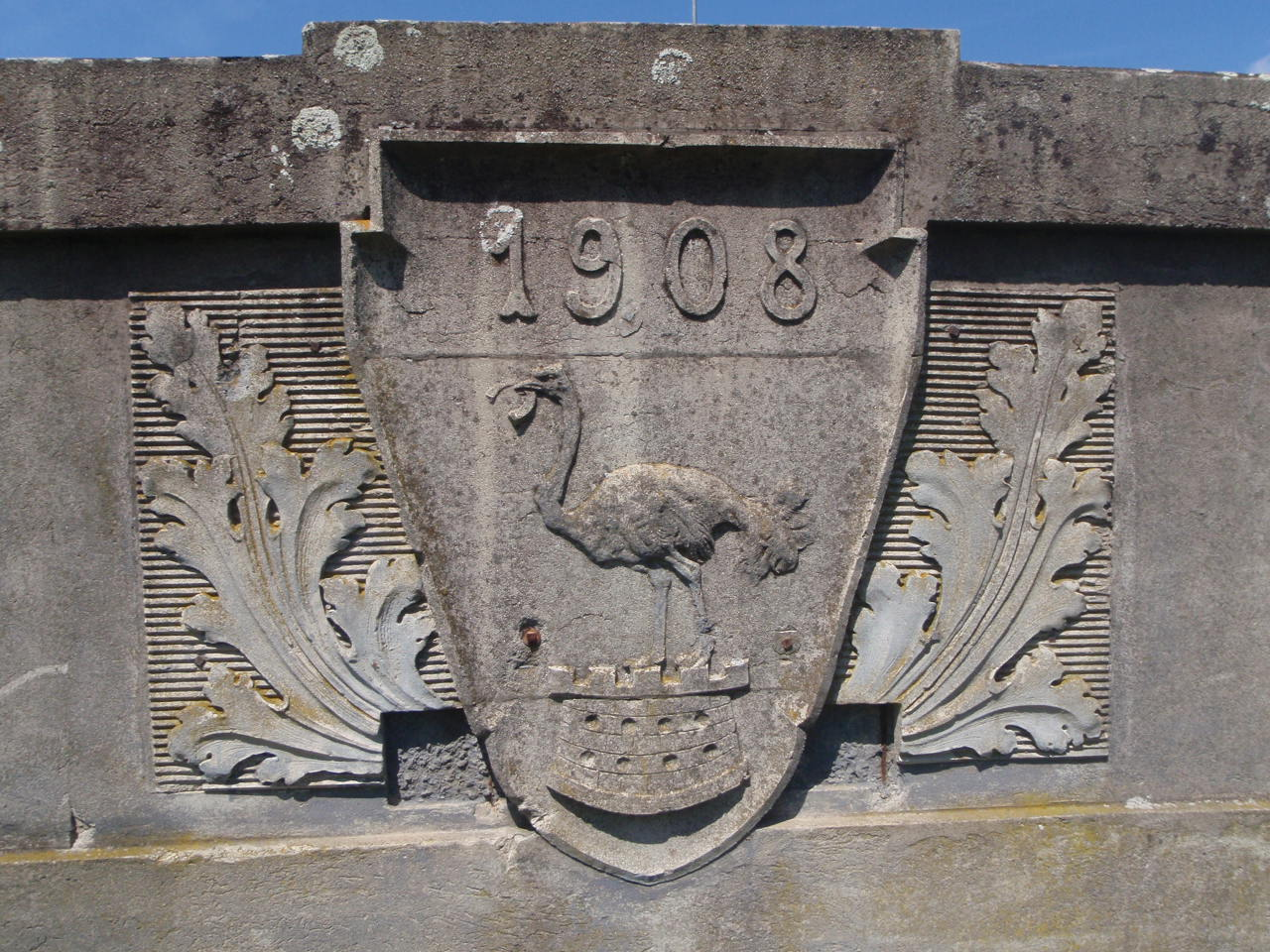
Vas vármegye címere a híd oldalán
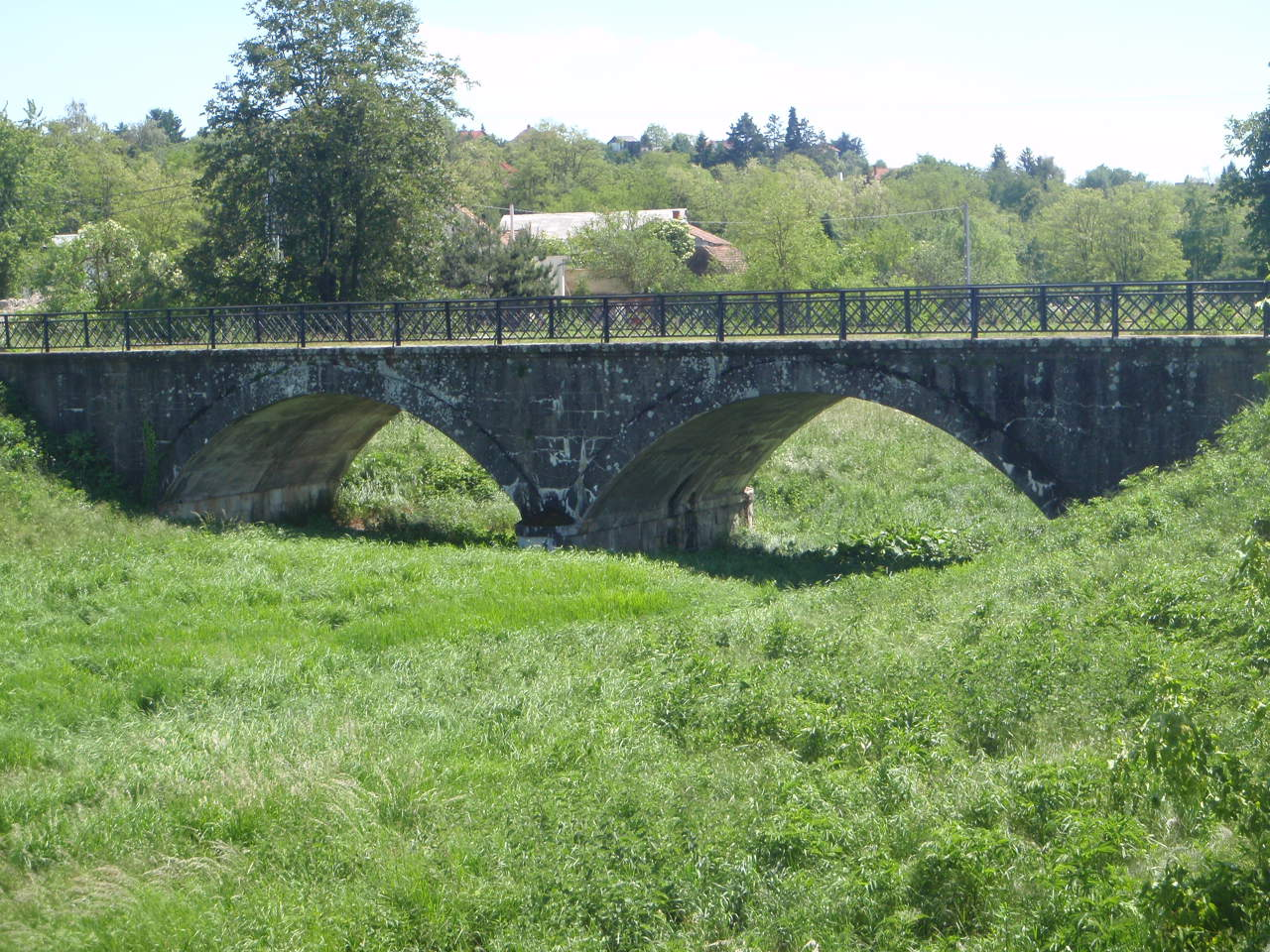
Sárvár-Hegyközség előtti egykori főút boltozott ártéri hídja
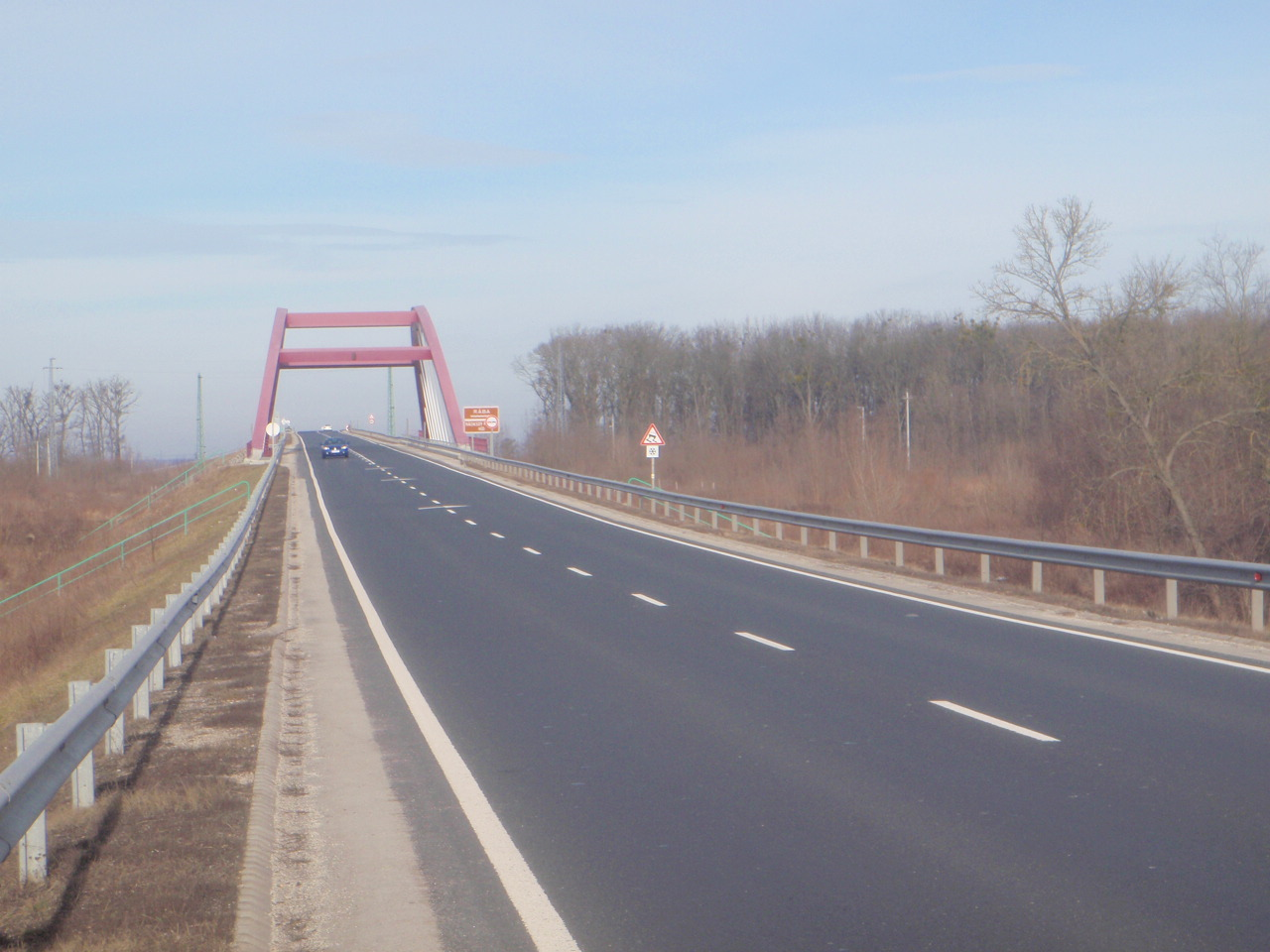
Sárvár, Nádasdy Ferenc híd
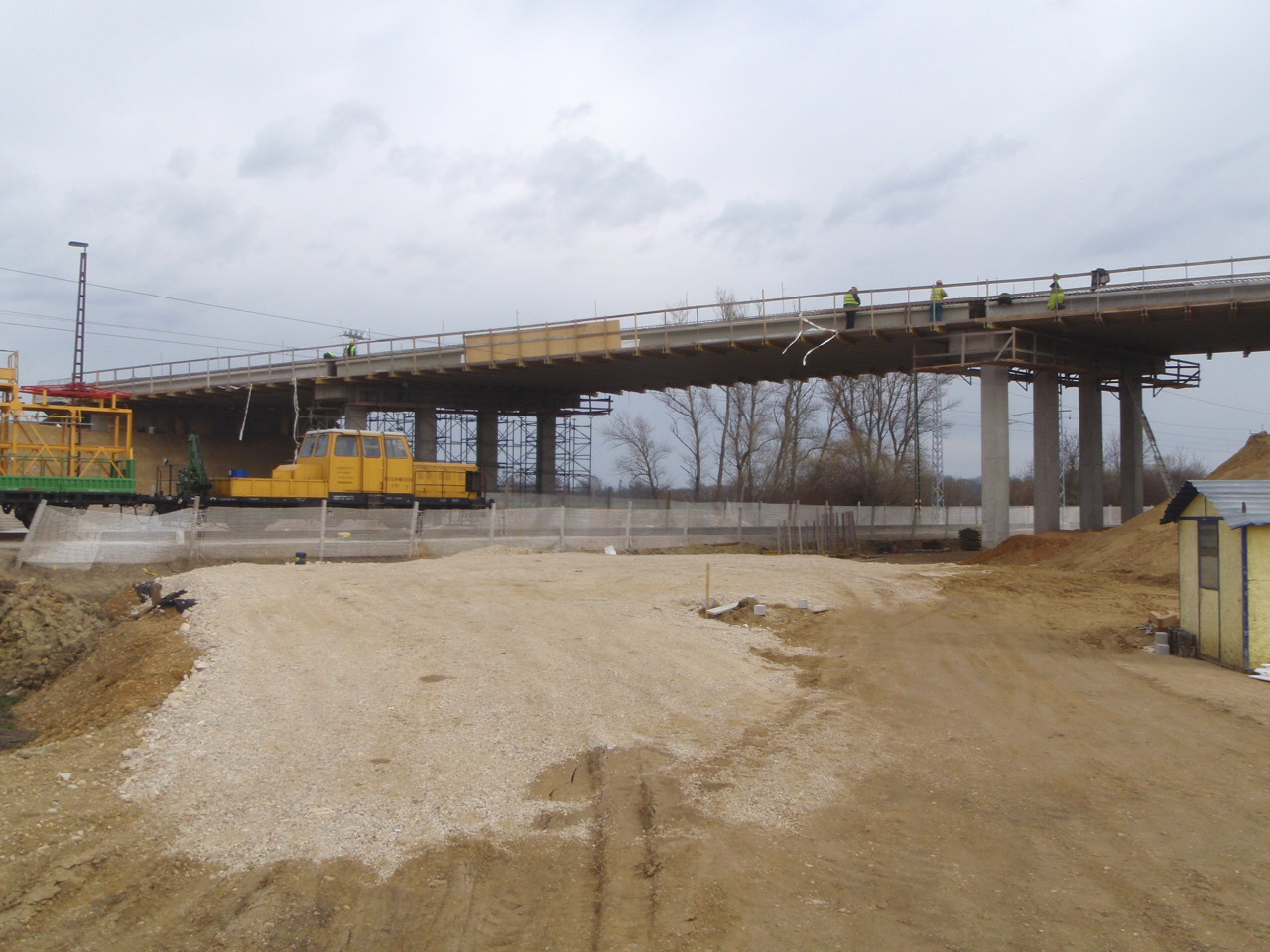
Vasúti felüljáró Hegyfalunál a Hegyeshalom–Porpác-vasútvonal felett
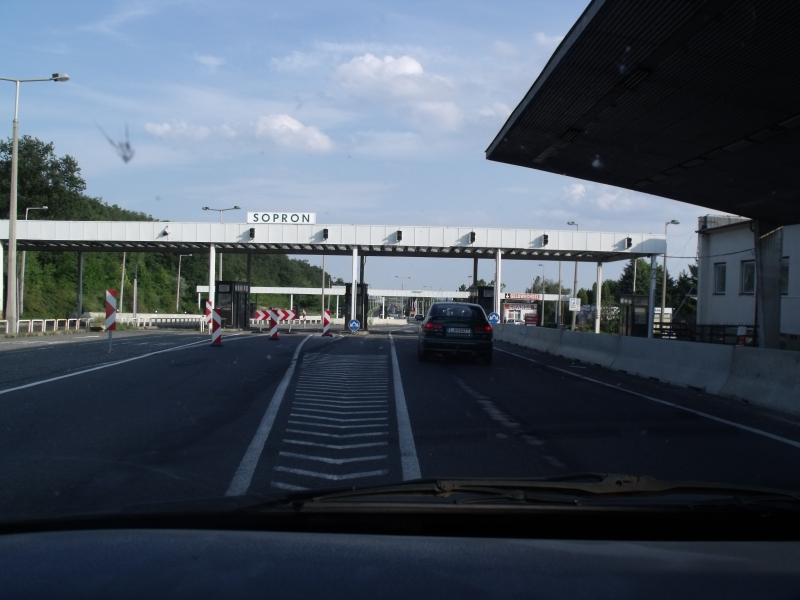
Az út vége, a soproni határátkelőhely